# Roman Herzog

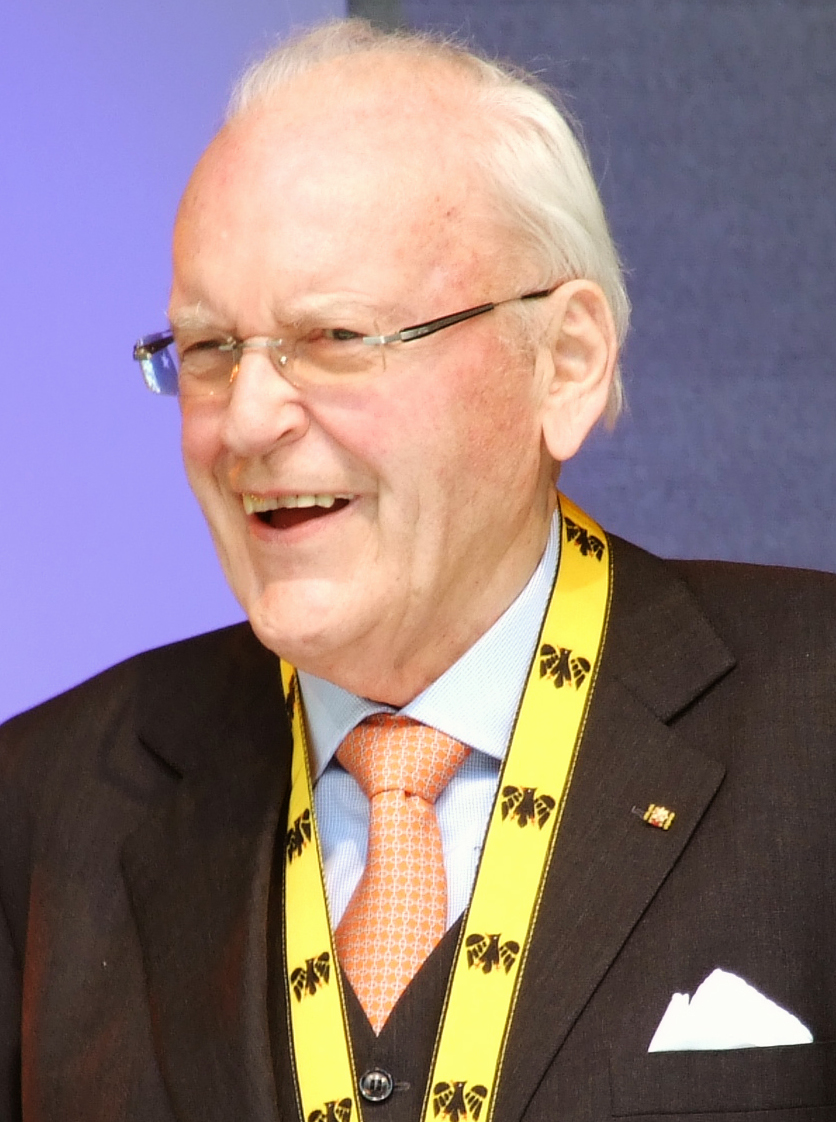
Roman Herzog (2012)

Roman Herzog (* 5. April 1934 in Landshut; † 10. Januar 2017 in Bad Mergentheim) war ein deutscher Jurist und Politiker (CDU). Roman Herzog war von 1994 bis 1999 der siebte Bundespräsident der Bundesrepublik Deutschland. Zuvor war er von 1978 bis 1980 Kultus-, von 1980 bis 1983 Innenminister des Landes Baden-Württemberg und von 1983 bis 1994 Richter des Bundesverfassungsgerichts, ab 1987 als dessen Präsident.
Als Bundespräsident war Herzog unter anderem für seine Ruck-Rede bekannt, in der er für einen „Ruck durch Deutschland“ und mehr Reformbereitschaft in Gesellschaft und Politik warb. Im Jahr 1996 führte er den 27. Januar als Tag des Gedenkens an die Opfer des Nationalsozialismus ein. Er erarbeitete federführend die Europäische Grundrechtecharta als Vorsitzender des entsprechenden Europäischen „Grundrechtekonvents“. Zudem prägte er im Jahr 2008 den Begriff „Rentnerdemokratie“.

## Leben und Wirken

### Ausbildung und Beruf
Roman Herzog wurde als Sohn des Archivars und Historikers Karl Theodor Herzog (1905–1980) und dessen Frau Helene, geb. Schulze (1902–1978), einer gelernten Bankkauffrau, in Landshut geboren. Nach dem mit der Durchschnittsnote 1,0 bestandenen Abitur am Hans-Carossa-Gymnasium Landshut absolvierte Herzog ab 1953 ein Studium der Rechtswissenschaft an der Ludwig-Maximilians-Universität München, das er nach sieben Semestern 1957 mit dem ersten juristischen Staatsexamen beendete. 1958 erfolgte seine Promotion zum Dr. jur., Thema seiner Dissertation war die „Grundrechtsbeschränkung nach dem Grundgesetz und Europäische Menschenrechtskonvention“. Nach dem Referendariat legte er 1961 das Zweite Staatsexamen ab. Er war dann bis 1964 wissenschaftlicher Assistent bei Theodor Maunz an der Juristischen Fakultät der Universität München. In dieser Zeit fertigte er auch seine Habilitationsschrift über „Die Wesensmerkmale der Staatsorganisation in rechtlicher und entwicklungsgeschichtlicher Sicht“ an.
Nach einem Jahr als Privatdozent an der Universität München folgte Herzog 1965 dem Ruf der Freien Universität Berlin als ordentlicher Professor auf den Lehrstuhl für Staatsrecht und Politik. Hier war er von 1967 bis 1968 Dekan und von 1968 bis 1969 Prodekan der Juristischen Fakultät. Nach heftigen Konflikten mit Vertretern der Studentenbewegung folgte er 1969 dem Ruf der Deutschen Hochschule für Verwaltungswissenschaften Speyer auf den Lehrstuhl für Staatslehre und Politik; von 1971 bis 1972 amtierte er als deren Rektor.
Herzog war ab 1964 Mitautor und -herausgeber des als Standardwerk geltenden Grundgesetzkommentars Maunz/Dürig/Herzog/Scholz und ab 1966 Mitherausgeber des Evangelischen Staatslexikons.
Von 1981 bis 1994 war er Mitherausgeber der Wochenzeitung Christ und Welt – Rheinischer Merkur.
2000 moderierte er sechs Sendungen der Reihe Herzog spricht mit… im Bayerischen Rundfunk.

### Parteilaufbahn
Seit 1970 war Herzog Mitglied der CDU. Von 1978 bis 1983 war er Bundesvorsitzender des Evangelischen Arbeitskreises von CDU und CSU. In dieser Zeit gehörte er ab 1979 auch dem Bundesvorstand der CDU an. Seit seiner Amtszeit als Bundespräsident ruhte seine Parteimitgliedschaft. Allerdings leitete er als Bundespräsident a. D. die sogenannte Herzog-Kommission der CDU, die 2003 parallel zur Rürup-Kommission der damaligen Bundesregierung einen Bericht vorlegte, wie die deutschen Sozialversicherungen reformiert werden können. Nachdem es auf dem Bundesparteitag der CDU in Leipzig beschlossen worden war, bildete dieses Dokument die inhaltliche Grundlage für den Wahlkampf von Angela Merkel im Jahr 2005.

### Öffentliche Ämter

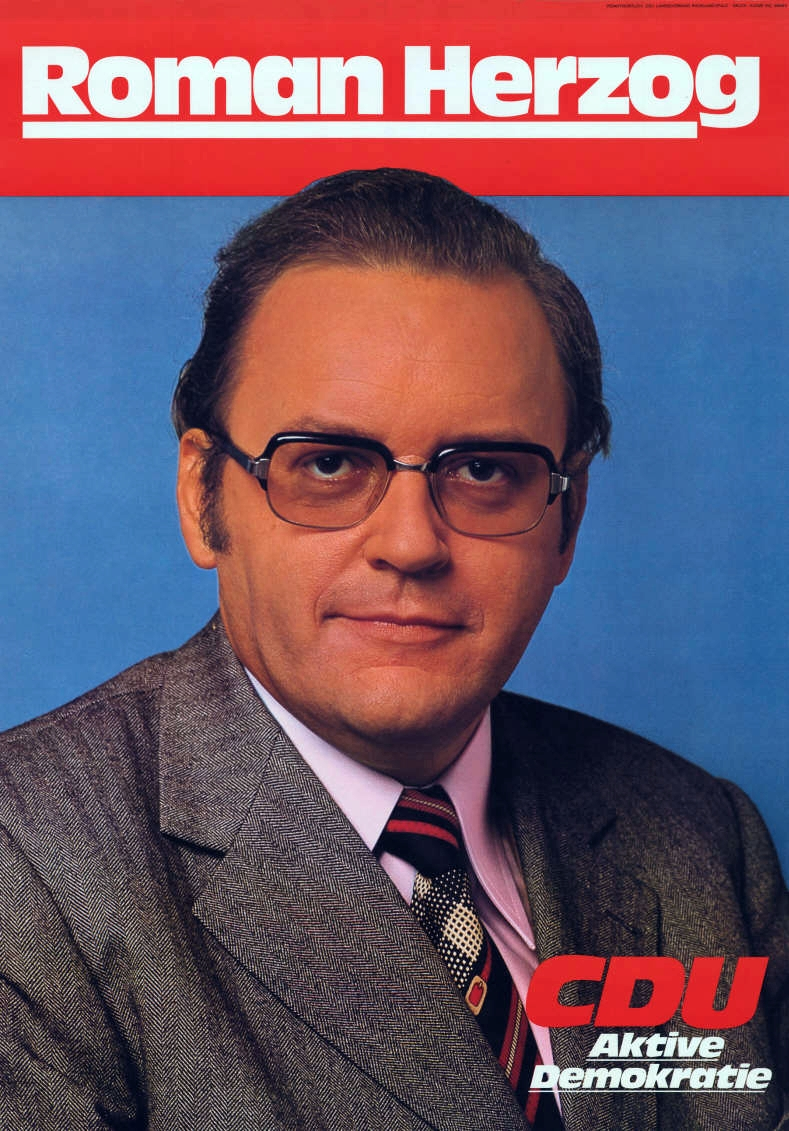
Kandidatenplakat zur Landtagswahl in Rheinland-Pfalz 1975

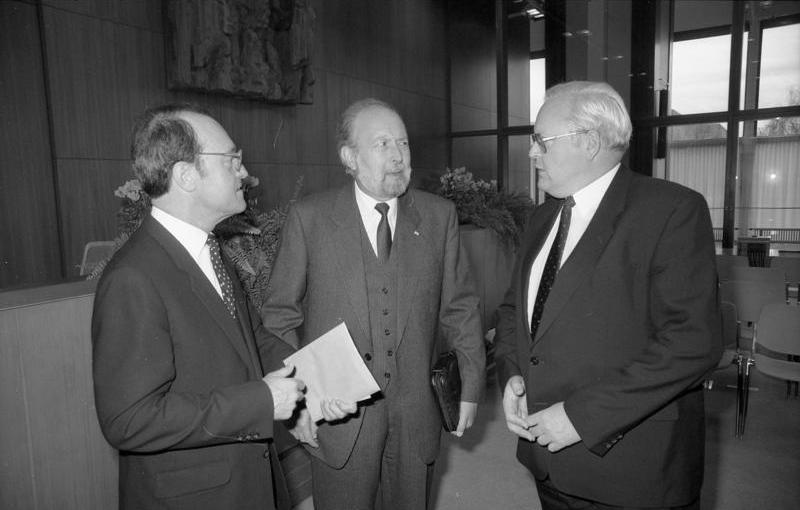
Herzog 1989 als Präsident des Bundesverfassungsgerichts (rechts) mit Hans A. Engelhard (Mitte).

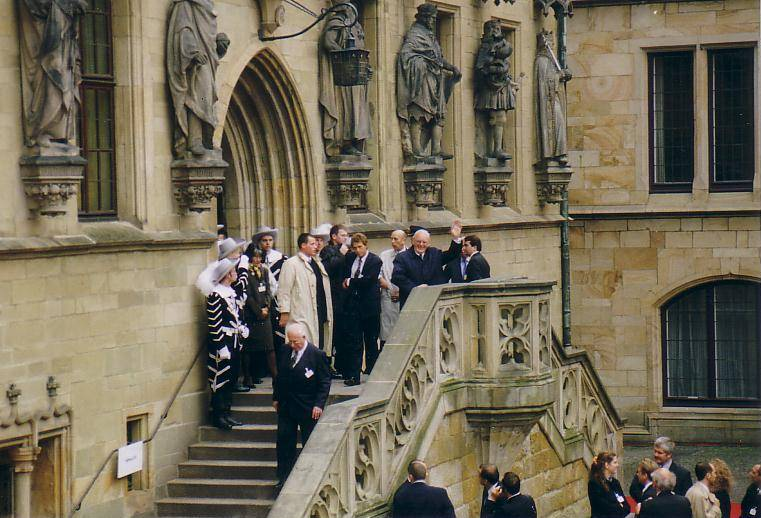
Bundespräsident Herzog vor dem Rathaus Osnabrück (1998)

#### Land Rheinland-Pfalz
1973 wurde er in die von Ministerpräsident Helmut Kohl geführte Landesregierung als Staatssekretär und Bevollmächtigter des Landes Rheinland-Pfalz beim Bund berufen. In dieser Funktion war Herzog zugleich Mitglied des Bundesrates. Dieses Amt führte er bis 1978 auch unter Ministerpräsident Bernhard Vogel weiter.

#### Land Baden-Württemberg
Von 1978 bis 1980 war er in der von Ministerpräsident Lothar Späth geführten Landesregierung Minister für Kultus und Sport des Landes Baden-Württemberg. Nach der Wahl zum Landtag von Baden-Württemberg 1980 zog Herzog als Abgeordneter für den Wahlkreis Göppingen in das Landesparlament ein. Er wechselte anschließend vom Kultusministerium in das Amt des Innenministers des Landes Baden-Württemberg, das er bis 1983 ausübte. Für den Einsatz gegen Demonstranten rüstete Baden-Württemberg unter Innenminister Herzog die Polizei mit Gummischrot aus. Außerdem ließ Herzog die Polizei mit dem Reizgas CS ausstatten und führte für Demonstranten die Kostenpflicht bei Polizeieinsatz mit „unmittelbarem Zwang“ ein. Nach der Niederlegung seines Landtagsmandats rückte Josef Wilhelm Hauser für ihn nach.

#### Bundesverfassungsgericht
Nach Niederlegung des Landtagsmandats und des Ministeramts wurde Herzog am 20. Dezember 1983 – dem Tag, an dem der Präsident des Bundesverfassungsgerichts Ernst Benda in den Ruhestand trat und der bisherige Vizepräsident Wolfgang Zeidler zum Präsidenten ernannt wurde – zum Vizepräsidenten und Vorsitzenden des Ersten Senats ernannt. Mit Zeidlers Eintritt in den Ruhestand am 16. November 1987 folgte Herzog ihm im Amt des Präsidenten nach. Er übte dieses Amt bis zum 30. Juni 1994 aus. Am 1. Juli 1994 trat er sein Amt als Bundespräsident an, in das er am 23. Mai 1994 gewählt worden war. Seine Nachfolgerin als Präsident des Bundesverfassungsgerichts wurde am 14. September 1994 Jutta Limbach.
1990 beriet Roman Herzog die letzte DDR-Regierung und die Bundesregierung in Fragen des Einigungsvertrages und hier speziell zum Thema der Konfiskationen von 1945 bis 1949. Unter seinem Vorsitz wurden auch die Verfassungsbeschwerden zur Boden- und Industriereform zurückgewiesen. 2009 setzte er sich für eine Wiedergutmachungsinitiative ein, die 2011 umgesetzt wurde.

#### Lehraufträge
Neben seiner Tätigkeit als Verfassungsrichter hatte er als Honorarprofessor von 1984 bis 1994 einen Lehrauftrag an der Deutschen Hochschule für Verwaltungswissenschaften Speyer und von 1986 bis 1994 an der Eberhard Karls Universität Tübingen.
Im Rahmen der Heinrich-Hertz-Gastprofessur 1999/2000 war Roman Herzog Gastprofessor an der Universität Karlsruhe (TH).

#### Bundespräsident
Herzog war deutscher Bundespräsident vom 1. Juli 1994 bis 30. Juni 1999. Nach seinem Ausscheiden aus dem Amt unterhielt er ein Büro zur Erfüllung nachwirkender Verpflichtungen als Alt-Bundespräsident in Heilbronn.

##### Überraschende Kandidatur und Erfolg im dritten Wahlgang
Bei der Wahl des deutschen Bundespräsidenten am 23. Mai 1994 trat Roman Herzog als Kandidat der CDU/CSU an, nachdem der ursprünglich von der CDU vorgesehene Kandidat Steffen Heitmann nach umstrittenen Äußerungen zur Rolle der Frau, zum Holocaust und über Ausländer am 25. November 1993 auf eine Kandidatur verzichtet hatte. Herzog sollte als liberal geltender Kandidat insbesondere auch für die FDP wählbarer sein, die mit Hildegard Hamm-Brücher ihre Grande Dame als Kandidatin aufgestellt hatte. Erst als Hamm-Brücher nach dem zweiten Wahlgang ihre Kandidatur zurückgezogen hatte, setzte er sich im dritten Wahlgang mit den Stimmen von CDU/CSU und FDP gegen den von der SPD nominierten Kandidaten Johannes Rau durch.
Auf eine erneute Kandidatur für eine zweite Amtszeit bei der Bundespräsidentenwahl 1999 hatte Herzog bereits zum Amtsantritt verzichtet; Rau wurde sein Nachfolger.

##### Einführung eines Opfergedenktags
1996 proklamierte Herzog den Tag des Gedenkens an die Opfer des Nationalsozialismus als Gedenktag in Deutschland, was zur Einführung einer Gedenkstunde zum Tag des Gedenkens an die Opfer des Nationalsozialismus führte. In seiner ersten Rede führte Herzog aus: „Die Erinnerung darf nicht enden; sie muss auch künftige Generationen zur Wachsamkeit mahnen. Es ist deshalb wichtig, nun eine Form des Erinnerns zu finden, die in die Zukunft wirkt. Sie soll Trauer über Leid und Verlust ausdrücken, dem Gedenken an die Opfer gewidmet sein und jeder Gefahr der Wiederholung entgegenwirken.“
Herzog sprach im Jahr 1999 erneut als Hauptredner der Gedenkstunde.

##### Berliner Rede 1997
Große Beachtung fand Herzogs sogenannte „Ruck-Rede“ am 26. April 1997 in Berlin, in der er sagte:

„Durch Deutschland muß ein Ruck gehen. Wir müssen Abschied nehmen von liebgewordenen Besitzständen, vor allen Dingen von den geistigen, von den Schubläden und Kästchen, in die wir gleich alles legen. Alle sind angesprochen, alle müssen Opfer bringen, alle müssen mitmachen:
- die Arbeitgeber, indem sie Kosten nicht nur durch Entlassungen senken,
- die Arbeitnehmer, indem sie Arbeitszeit und -löhne mit der Lage ihrer Betriebe in Einklang bringen,
- die Gewerkschaften, indem sie betriebsnahe Tarifabschlüsse und flexiblere Arbeitsbeziehungen ermöglichen,
- Bundestag und Bundesrat, indem sie die großen Reformprojekte jetzt rasch voranbringen,
- die Interessengruppen in unserem Land, indem sie nicht zu Lasten des Gemeininteresses wirken.“

Dieser „Ruck“ wird seither oft zitiert, teils auch satirisch. Horst Köhler bezog sich darauf bei der Annahme seiner Wahl zum Bundespräsidenten am 23. Mai 2004: „Warum bekommen wir den Ruck noch immer nicht hin? Weil wir alle noch immer darauf warten, dass er passiert!“
Die Nachfolger im Amt des Bundespräsidenten griffen diese Rede auf, und so entstand die Tradition der jährlichen Berliner Rede, die bis 2013 bestand.

##### Bildungsreden
Am 5. November 1997 hielt Roman Herzog eine vielbeachtete Bildungsrede, in der er mehr Wettbewerb und eine Stärkung des Leistungsgedankens an deutschen Schulen forderte.
Er forderte, Bildung müsse aufgrund der Bedeutung für den einzelnen wie für Deutschland insgesamt „auf die Titelseiten“ der Tageszeitungen gerückt werden. Herzogs Bildungsbegriff wies hierbei eine starke Marktorientierung auf, wirtschaftliche Praktikabilität wurde in seinen Reden als entscheidendes Qualitätsmerkmal von guter Bildung betont.

### Gesellschaftliches Engagement
Von 1971 bis 1980 war er Vorsitzender der „Kammer für öffentliche Verantwortung“ der Evangelischen Kirche in Deutschland. Von 1973 bis 1991 war er ordentliches Mitglied der Synode der Evangelischen Kirche in Deutschland (EKD). Von 1986 bis 1996 war er Vorsitzender der Freunde der Burgfestspiele Jagsthausen. In den Jahren 1996 bis 2006 war er Vorsitzender des Kuratoriums der Hermann Kunst-Stiftung zur Förderung der neutestamentlichen Textforschung, welches die Arbeit des Instituts für Neutestamentliche Textforschung in Münster fördert.
Er war Vorstandsvorsitzender der Stiftung Bündnis für Kinder – gegen Gewalt. Von 2000 bis 2008 gehörte er der Jury zur Verleihung des Internationalen Nürnberger Menschenrechtspreises an.
Am 30. Oktober 2006 hat er den Namensvorsitz des ersten deutschen Inns (Gruppe) der internationalen juristischen Honor Society Phi Delta Phi an der Bucerius Law School übernommen. Er hat sich für die Gründung der Nationalen Akademie der Technikwissenschaften (Acatech) eingesetzt und war Vorsitzender des Senates von Acatech.
Als Schirmherr der Deutschen Wildtier Stiftung engagierte er sich für den Artenschutz.
Von 1999 bis 2015 war Roman Herzog zudem Kuratoriumsvorsitzender der Stiftung Brandenburger Tor.

### Familie
Herzogs Vater, Karl Theodor Herzog, war zunächst kaufmännischer Angestellter und später beim Stadtarchiv Landshut tätig, dessen Direktor er schließlich wurde. Seine Mutter Helene (geborene Schulze) war gelernte Bankkauffrau, übte diesen Beruf nach der Eheschließung jedoch nicht mehr aus.
Roman Herzog war in erster Ehe seit dem 2. August 1958 mit Christiane Krauß verheiratet, aus der Ehe gingen die Söhne Markus (* 1959) und Hans Georg (* 1964) hervor. Christiane Herzog starb am 19. Juni 2000 in München und wurde in Landshut beerdigt.
Ab dem 4. September 2001 war Roman Herzog in zweiter Ehe mit Alexandra Freifrau von Berlichingen (1941–2023) verheiratet, geb. von Vultejus. Er lebte zuletzt auf der dem Geschlecht von Berlichingen gehörenden Burg Jagsthausen.
Roman Herzog starb am 10. Januar 2017 im Alter von 82 Jahren in Bad Mergentheim. Am 24. Januar 2017 fand ein Staatsakt im Berliner Dom statt und er wurde am 27. Januar auf dem Friedhof Jagsthausen beigesetzt.

## Politik nach der Bundespräsidentschaftszeit
Herzog war Vorsitzender des Konventkreises im Konvent für Deutschland, einer Denkfabrik, die von Hans-Olaf Henkel und Manfred Pohl gegründet wurde. Er war Schirmherr der nach ihm benannten und auf Initiative des Unternehmers und Wirtschaftsfunktionärs Randolf Rodenstock begründeten arbeitgeberfinanzierten Denkfabrik Roman Herzog Institut (RHI). Träger des RHI sind die Vereinigung der Bayerischen Wirtschaft und der Verband der Bayerischen Metall- und Elektro-Industrie. Herzog engagierte sich auch für Kampagnen der ebenfalls arbeitgeberfinanzierten Initiative Neue Soziale Marktwirtschaft. Er war außerdem Mitglied im politischen Verein Bürgerkonvent. Zudem war Herzog Vorsitzender des Kuratoriums der Konrad-Adenauer-Stiftung.
Roman Herzog leitete den ersten europäischen Konvent, der zwischen Dezember 1999 und Oktober 2000 die Charta der Grundrechte der Europäischen Union erarbeitete.

### „Rentnerdemokratie“
Aufruhr erzeugte Herzogs folgende Interviewäußerung gegenüber der Bild: „Ich fürchte, wir sehen gerade die Vorboten einer Rentnerdemokratie: Die Älteren werden immer mehr, und alle Parteien nehmen überproportional Rücksicht auf sie. Das könnte am Ende in die Richtung gehen, dass die Älteren die Jüngeren ausplündern“. Oswald Metzger und Meinhard Miegel nahmen darauf in Bild und Die Welt Bezug und unterstützten Herzog. Herzog wollte damit den CDU-Bundestagsabgeordneten Jens Spahn unterstützen, der eine geplante außerplanmäßige Rentenerhöhung um 0,64 Prozent verhindern wollte und von Seniorenverbänden teils heftig deswegen kritisiert wurde.
Durch Einführung des Begriffs Rentnerdemokratie in die öffentliche Diskussion stand Herzog nun selbst im Kreuzfeuer der Kritik: VdK-Präsident Walter Hirrlinger äußerte sich verärgert über Herzogs Wortwahl: „Die Älteren plündern die Jüngeren nicht aus, sondern sie wollen wenigstens ein Quäntchen vom Aufschwung mitkriegen, damit sie nicht immer nur Kaufkraftminderungen hinnehmen müssen.“ Achim Goerres kam in einer Untersuchung des Max-Planck-Instituts für Gesellschaftsforschung zu dem Ergebnis, dass die These von Rentnern als „ökonomische Pressure-Group“ empirisch keine Faktengrundlage habe.
Bei einer Erhebung von Infratest dimap für die ARD widersprachen 64 Prozent der Befragten Herzogs Aussage, wonach die Parteien auf Kosten der Jüngeren überproportional Rücksicht auf Ältere nehmen. Nur 33 Prozent der Befragten stimmten Herzogs These zu. Allerdings zeigte sich bei der Umfrage auch, dass sich das Meinungsbild nach dem Alter unterschied. Eine Mehrheit der 18- bis 34-Jährigen teilte Herzogs Kritik an einem „übermäßigen Einfluss“ der Älteren auf die Politik. Befragte ab 35 Jahren verneinten dies hingegen mehrheitlich. Bei den über 45-Jährigen waren es sogar 70 Prozent, die Herzogs These ablehnten.

### Europäische Union
Aus Anlass des 50. Jahrestages der Unterzeichnung der Römischen Verträge (25. März 1957) kritisierte Herzog zusammen mit dem Direktor des Centrums für Europäische Politik, Lüder Gerken, Zentralisierungstendenzen durch die EU. Dadurch sei die parlamentarische Demokratie in Deutschland in Gefahr.
Im Mai 2011 (etwa 1,5 Jahre nach Bekanntwerden der Eurokrise) gab Herzog der Zeitung Junge Freiheit ein Interview, in dem er die jetzige Arbeitsweise der EU kritisierte. Diese Zeitung gilt als ein Sprachrohr der Neuen Rechten.
In diesem Interview warf Herzog der Bundesregierung, dem Bundestag und dem Bundesrat vor, durch übermäßiges Abgeben von Kompetenzen an die EU das Subsidiaritätsprinzip zu unterlaufen. „Und das wiederum ist für mich ein Indiz dafür, daß die EU-Eliten die EU längst als entstehenden oder gar als bereits sehr weitgehend entstandenen Staat empfinden. Aber das war nie so vereinbart und ist auch durch nichts demokratisch legitimiert.“

### Kritik an der Fünf-Prozent-Hürde
Aufgrund der Wahlerfolge der Partei Die Linke forderte Herzog 2008 erstmals eine Veränderung des Wahlrechtes im Grundgesetz und Bundeswahlgesetz. Als Begründung gab Herzog an, dass ansonsten die Gefahr von Minderheitsregierungen bestehe.
Im Mai 2012 kritisierte Herzog erneut die Fünf-Prozent-Hürde. Er erklärte: „Im Prinzip ist die Fünf-Prozent-Hürde nicht mehr zeitgemäß. Eigentlich müssten wir die Hürde nach oben setzen“. Angesichts immer mehr kleinerer Parteien werde der Bundeskanzler ansonsten „nicht mehr von einer großen Mehrheit der Bevölkerung getragen“. Diese Entwicklung gefährde die parlamentarische Demokratie. Welche von den kleineren, über der Fünf-Prozent-Hürde liegenden, Parteien (CSU, FDP, Die Linke, Bündnis 90/Die Grünen oder Piraten) der Anlass zu seiner Sorge war, konkretisierte er nicht. Einige Medien stellten einen direkten Zusammenhang mit den Wahlerfolgen der Piratenpartei im selben Jahr und der zu diesem Zeitpunkt unmittelbar bevorstehenden Landtagswahl in Nordrhein-Westfalen 2012 her. In einem Interview mit der Zeitung Die Welt wandte sich in der Folge der frühere Präsident des Bundesverfassungsgerichts Hans-Jürgen Papier gegen eine Verschärfung der Fünf-Prozent-Hürde. Er erklärte in diesem Zusammenhang: „Das halte ich nicht für eine angemessene Lösung, zumal wenn darin eine gezielte Aktion gegen erfolgreiche neue Parteien gesehen werden könnte. Im übrigen dürfte eine Erhöhung der Sperrklausel schon aus verfassungsrechtlichen Gründen nicht in Betracht kommen.“

## Ehrungen
- 1984: Großes Verdienstkreuz mit Stern der Bundesrepublik Deutschland
- 1992: Großes Goldenes Ehrenzeichen am Bande für Verdienste um die Republik Österreich[21]
- 1994: Collane des Finnischen Ordens der Weißen Rose
- 1996: Ehrendoktorwürde der Universität Oxford
- 1996: Ehrendoktorwürde der Ben-Gurion-Universität im Negev in Beʾer Scheva, Israel
- 1997: Karlspreis der Stadt Aachen
- 1997: Groß-Stern des Ehrenzeichens für Verdienste um die Republik Österreich[22]
- 1997: Großkreuz mit Großer Ordenskette des Verdienstordens der Italienischen Republik
- 1997: Collane des Ordens de Isabel la Católica
- 1997: Auszeichnung in New York zusammen mit Václav Havel als „Europäischer Staatsmann des Jahres“
- 1998: Ehrendoktorwürde der Universität Wrocław (Breslau), Polen
- 1998: Leo-Baeck-Preis
- 1999: Ehrenbürger von Berlin[23]
- 1999: Ehrenbürger von Bonn
- 1999: Ehrenbürgerwürde seiner Geburtsstadt Landshut
- 1999: Großkreuz des Drei-Sterne-Ordens
- 2000: Karl-Valentin-Orden der Münchner Faschingsgesellschaft Narrhalla
- 2001: Deutscher Mittelstandspreis des Düsseldorfer markt intern Verlags
- 2002: Verdienstmedaille des Landes Baden-Württemberg
- 2003: Gustav-Adolf-Preis
- 2003: Franz-Josef-Strauß-Preis
- 2005: Leibniz-Ring-Hannover des Presse Clubs Hannover
- 2006: Landshuter Friedenspreis
- 2009: Steiger Award
- 2010: Bayerische Staatsmedaille für soziale Verdienste
- 2010: Lennart-Bernadotte-Medaille[24]
- 2012: Europäischer Handwerkspreis[25]
- 2014: Deutscher Rednerpreis vom Berufsverband German Speakers Association.[26]
- 2015: Ehrenpreis der Friedrich-August-von-Hayek-Stiftung

## Weiteres
- Roman Herzog Forschungspreis Soziale Marktwirtschaft

## Schriften
- Grundrechtsbeschränkung nach dem Grundgesetz und Europäische Menschenrechtskonvention. Dissertation, 1958.
- Die Wesensmerkmale der Staatsorganisation in rechtlicher und entwicklungsgeschichtlicher Sicht. Habilitation, 1964.
- Kommentar zum Grundgesetz „Maunz-Dürig-Herzog“ (Mitherausgeber), seit 1964.
- Evangelisches Staatslexikon (Mitherausgeber), seit 1966.
- Allgemeine Staatslehre, 1971.
- Staaten der Frühzeit. Ursprünge und Herrschaftsformen. C. H. Beck, München 1988; 2. Auflage 1997.
- Staat und Recht im Wandel. 1994.
- Vision Europa. Antworten auf globale Herausforderungen. Hamburg 1996.
- Kann man aus der Geschichte lernen? Abera Verlag, Hamburg 1997.
- Strukturmängel der Verfassung? Erfahrungen mit dem Grundgesetz. Deutsche Verlags-Anstalt, Stuttgart / München 2000, ISBN 3-421-05348-0.
- Wider den Kampf der Kulturen: eine Friedensstrategie für das 21. Jahrhundert, herausgegeben von Theo Sommer. Fischer, Frankfurt am Main 2000, ISBN 3-10-030210-9.
- Jahre der Politik: die Erinnerungen. Siedler, München 2007, ISBN 3-88680-870-X.
- Marktwirtschaft in der Zwickmühle. Eine Antwort auf naheliegende Fragen. Hohenheim Verlag, Stuttgart 2008, ISBN 978-3-89850-189-7.
- Europa neu erfinden, vom Überstaat zur Bürgerdemokratie. Siedler, München 2014, ISBN 978-3-8275-0046-5.
- mit Günter Dürig und Rupert Scholz (Hrsg.): Grundgesetz. Der Standardkommentar zum BVerfGG. 7 Bände. 103. Auflage, C.H. Beck, München 2024, ISBN 978-3-406-45862-0.